# Теджен (река)
Тедже́н, Тедже́нка (на территории Туркменистана; туркм. Tejen, перс. تجن‎ от древне-иранского tačani — «текущий поток») / Гериру́д (на территории Афганистана и Ирана; дари هريرود, пушту هريرود‎, перс. هريرود‎ — Херируд) — река в Афганистане, Иране и Туркменистане. Длина — 1150 км, площадь бассейна — 70 600 км².

## География
Исток Теджена находится в центральном Афганистане на высоте около 3000 м, на южных отрогах хребта Хисар. Река берёт начало при слиянии рек Шоркуль и Сиахнашма.
До афганского города Герат представляет собой горную реку, текущую по узкой долине на запад страны. Возле Герата долина становится широкой и река принимает равнинный характер. После Гератского оазиса Герируд вновь принимает горный характер и служит естественной границей между Афганистаном и Ираном. Затем долина вновь расширяется и образует границу Ирана с Туркменистаном. Воды Теджена практически полностью разбираются в Гератском и Тедженском оазисах. Имеет так называемую слепую дельту, то есть дельтовый веер растворяется в песках пустыни Каракумы.
Высота истока — 2750 м над уровнем моря. Высота устья — 170 м над уровнем моря. Уклон реки — 2,24 м/км.

## Гидрография
В низовьях пересекает и использует воды Каракумского канала. Питание в основном снеговое. Половодье в марте — мае. Река, как правило, пересыхает в августе — ноябре. Теджен не замерзает. Воды имеют высокую мутность.
Крупнейшие притоки Теджена — Кешефруд и Ковган.

## Гидротехнические сооружения на реке
На территории Афганистана находится водохранилище Салма. Близ города Теджена находятся Хорхорское и Тедженское водохранилища, ёмкостью 0,142 км³ и 0,18 км³. В 2004 году на реке в районе границы с Ираном была построена Плотина ирано-туркменской дружбы, возникшее водохранилище имеет объём 0,82 км³. Его воду используют обе страны. На плотине установлены электрогенераторы мощностью 16 МВт.
В нижнем течении реки вблизи города Теджен расположена плотина Карры-Бент. От подпора этой плотины берёт начало вся нижележащая оросительная сеть.

## Населённые пункты на реке
Герат, Серахс, Теджен, Чагчаран.

## В культуре
Реку с названием Чахчарон упоминает Алишер Навои в числе четырёх рек Хорасана, уподобляя её воды Млечному Пути (Каҳкашон).